# 김형진 (배구 선수)
김형진(1995년 3월 10일~)은 대한민국의 배구 선수이며, 현재 인천 대한항공 점보스 소속으로 활동하다가 상무 배구단에서 뛰고 있다. 2017-18시즌 신인드래프트에서 1라운드 4순위 전체 4순위로 대전 삼성 블루팡스에 지명되었다.

## 약력
김형진은 홍익대학교 1학년 때부터 당당히 주전 세터으로 활약하였고, 4년내내 주전 세터를 맡아 활약하였다. 특히 4학년때는 주장으로 대학배구 역사상 무패우승을 이끌기도 하였다.

### 대전 삼성 블루팡스시절

#### 2017-18시즌
2017-18시즌 신인드래프트에서 세터보강이 필요했던 대전 삼성 블루팡스에 1라운드 4순위로 지명되었다.
입단 첫 해에는 주전 세터인 황동일의 백업 세터로 출장하였다. 황동일이 부진할때면 주전세터로 나와 팀의 승리를 이끌기도 하였다.

#### 2018-19시즌
입단 2시즌째에는 신진식 감독이 주전 세터로 김형진을 고려하고 있다고 하였다. 2시즌째에는 주전 세터로 출장할 것으로 보인다.
KOVO컵에서 안정적인 토스로 팀의 우승을 이끌었다. 이 대회에서 라이징 스타상을 수상하였다.

#### 2019-20시즌
주전 세터로 활약하였다.

### 천안 현대캐피탈 스카이워커스시절

#### 2020-21시즌
시즌을 앞두고 이승원을 상대로 현대캐피탈로 트레이드 되었다.

#### 2021-22시즌
원포인트 서버 외에는 출전하지 않고 있다.
4월 22일에 대한항공으로 추가 영입 FA 계약을 맺었다.

### 인천 대한항공 점보스시절

#### 2022-23시즌
4월 22일 FA 추가 영입으로 대한항공과 FA 계약을 맺었다.

## 수상 경력
- 2017년 대학배구 세터상
- 2018년 KOVO컵 라이징 스타상

## 경력 사항
- 2017년 타이베이 하계유니버시아드 배구 국가대표